# Arenaria souliei
Arenaria souliei Romo är en nejlikväxt. Arenaria souliei ingår i 
släktet narvar, och familjen nejlikväxter.

## Underarter
- Arenaria hispida var. hispanica Coste & Soulié
- Arenaria fontqueri ssp. hispanica [Coste & Soulié) Cardona & Martí

## Biotop
Sandig och grusig mark.

## Etymologi
- Släktnamnet Arenaria härleds från latin arena = sand med syftningen på växtplatsens typ.
- Artepitetet souliei — — —